# フェンダー・トルネード
トルネード (Fender Toronado) はフェンダーのエレクトリックギター。トロナド、もしくはトロナードと表記されることもある。メキシコ製の「デラックス・シリーズ」の一つとして1998年のNAMMショーで発表された。

## デザイン
2つのハムバッカー・ピックアップを装備し、フィンガーボードはローズウッドで、鼈甲のピックガードに4つのクロームノブ（ボリュームx2、トーンx2）というポピュラーなデザインである。ヘッドには「スパゲッティ」ロゴと、ロトマチックタイプのアメリカン・シリーズペグを備える。ボディ・シェイプは古いジャズマスターやジャガータイプで、629mmスケールである。
2004年のリイシューは1998年-2003年のモデルとは大きく異なり、現代的なネイビー・ブルー、キャラメル・メタリック、ブリザード・パール、クローム・レッドといった現代的なカラーヴァリエーションを特色とした。ダンカン・デザインのハムバッカーはオープン・コイルで、初期モデルがカバー付きハムバッカーであったのと対照的である。いくつかのモデルにはL字型のレーシング・ストライプが施されているが、所有者やエンスージアストがこのデザインに不快感を示したため、2005年の新モデルではこのストライプは無くなった。
旧式モデルは、そのヴィンテージライクで高級感のあるデザインから追い求められているが、製造期間の短さ（5年間）から見つけるのは至難である。2006年1月現在の、中古市場での価格は350ドルから550ドル。新型は定価が741.99ドルで市価は600ドル前後、中古市場では400ドルから500ドル前後となっている。
フェンダーUSAはアトミックIIハムバッカー、または「ブラック・ダヴ」P-90スタイルピックアップを搭載した「USスペシャルトルネード」を製造した。色はバタースコッチ・ブロンド、クリムゾン・レッド。最終エディションではテック＝トニック・ブリッジを搭載し、ヘッドは黒になった。このモデルは2004年に製造終了した。
2007年にすべてのトルネードシリーズは製造終了となった。

## 使用ミュージシャン
- レッド・ホット・チリ・ペッパーズのジョン・フルシアンテはキャント・ストップ (Can't Stop) のビデオでオレンジのトルネードを使用。しかし彼はディレクターの提案でビデオ撮影でのみこれを使用したが、実際に使うことは無かったと伝えられている（彼がヴィンテージ・ギターしか使用しないことはよく知られている）。
- フランツ・フェルディナンドのアレックス・カプラノス (Alex Kapranos) は、フォール・アウト・ボーイのジョー・トローマン、ブライト・アイズのコナー・オバースト (Conor Oberst) 、リーアム・リンチ、ケヴィン・オドネル (Kevin O'Donnell) と同様、トルネードをよく使用する。
- クリス・レアはトルネードを好み、ビギナー向けに最高の機種としている。彼自身はアルバム『ストニー・ロード (Stony Road)』で使用している。
- カナダのロックンロール・バンド、ブレイジング・ヴァイオレッツ (Blazing Violets) のコーディ・マクラクラン (Codie McLachlan) もよくトルネードを使用している。